# Calletaera
Calletaera is een geslacht van vlinders uit de familie spanners (Geometridae). De wetenschappelijke naam van het geslacht is voor het eerst geldig gepubliceerd in 1895 door William Warren.
De typesoort van het geslacht is Macaria ruptaria Walker, 1861.

## Synoniemen
- Bithiodes Warren, 1899, gesynonymiseerd door Jiang, Xue & Han, 2014: 80.
  - typesoort: Luxiaria obliquata Moore, 1888

## Soorten
- Calletaera acuticornuta Jiang, Xue & Han, 2014
- Calletaera consimilaria Leech,1897
- Calletaera dentata Jiang, Xue & Han, 2014
- Calletaera foveata Holloway, 1993
- Calletaera jotaria Felder & Rogenhofer, 1875
- Calletaera obliquata (Moore, 1888)
- Calletaera obvia Jiang, Xue & Han, 2014
- Calletaera postvittata Walker, 1861
- Calletaera rotundicornuta Jiang, Xue & Han, 2014
- Calletaera schistacea Swinhoe, 1900
- Calletaera subexpressa Walker, 1861
  - = Macaria ruptaria Walker, 1861
- Calletaera subgravata Prout, 1932
- Calletaera trigonoprocessus Jiang, Xue & Han, 2014